# 村上亮 (陸軍軍人)
村上 亮（むらかみ まこと、1888年（明治21年）4月22日 - 1944年（昭和19年）5月26日）は、大日本帝国陸軍軍人。最終階級は陸軍少将。

## 経歴
兵庫県出身。陸軍士官学校第23期卒業。1922年（大正11年）10月、陸軍騎兵学校教官に就任し、1924年（大正13年）9月時点で陸軍技術本部御用掛を兼ねた。1927年（昭和2年）7月、陸軍騎兵少佐進級と同時に騎兵第8連隊附となり、1929年（昭和4年）8月に騎兵第3旅団副官（第8師団）に就任した。1932年（昭和7年）4月に軍馬補充部高鍋支部部員に転じ、1933年（昭和8年）8月、陸軍騎兵中佐進級と同時に軍馬補充部高鍋支部長に着任した。
1936年（昭和11年）8月、騎兵第8連隊長（第8師団・騎兵第3旅団）に就任し、1938年（昭和13年）7月に陸軍騎兵大佐に進級、1939年（昭和14年）3月に盛岡連隊区司令官に転じた。1942年（昭和17年）8月、陸軍少将進級と同時に東京連隊区司令官に着任し、1944年（昭和19年）5月10日に近衛第3師団兵務部長（東部軍）に転じた。5月20日に東部軍司令部附となったが、5月26日に死去した。